# 石村修
石村 修（いしむら おさむ、1946年 - ）は、日本の法学者。専門は憲法。専修大学名誉教授（元専修大学大学院法務研究科教授）。

## 人物
中央大学法学部法律学科卒業、専修大学法学研究科博士課程単位取得満期退学、2004年より教授。2017年に定年退職、名誉教授。

## 著書
単著
- 『憲法の保障』（尚学社、1987年）
- 『基本論点　憲法』（法学書院、1988年）
- 『基本論点　憲法（新版）』（法学書院、1996年）
- 『明治憲法―その独逸との隔たり』（専修大学出版局、1999年）
- 『憲法国家の実現』（尚学社、2006年）
- 『憲法への誘い』（右文書院、2014年）
- 『基本権の展開』（尚学社、2017年）

共編著、分担執筆
- 『ゼミナール憲法』（時潮社、1986年）
- 『憲法評論』（18章）（尚学社、1989年）
- 『基本的人権と統治機構（行政書士資格講座）』（1～5章）（法令総合出版、1990年）
- 『演習ノート　憲法（改訂版）』（9、23、30、75、93、102）（法学書院、1990年）
- 『現代憲法の諸相　高柳信一先生古稀記念論集』（専修大学出版局、1992年）
- 『憲法論点セミナー』（43、44）（辛夷社、1992年）
- 『いま戦争と平和を考える』（国際書院、1993年）
- 『ドイツの最新憲法判例』（信山社、1993年）
- 『憲法』（4章）（青林書院、1995年）
- 『基本法コンメンタール・憲法（第四版）』（43・47条）（日本評論社、1997年）
- 『演習ノート　憲法（3版）』（11、22、29、92）（法学書院、2000年）
- 『グローバリゼーションと日本　＜社会科学研究叢書＞ 1』（専修大学出版局、2001年）
- 『新・スタンダード憲法』（15章）（尚学社、2003年）
- 『新現代憲法入門』（1・13章）（法律文化社、2004年）
- 『東北アジアの法と政治　＜社会科学研究叢書＞ 7』 （専修大学出版局、2005年）
- 『ドイツの憲法判例 II』（信山社、2006年）
- 『論点整理と演習』（敬文堂、2006年）
- 『基本法コンメンタール・憲法（第五版）』（43・47条）（日本評論社、2006年）
- 『欧州憲法条約の研究』（科学研究費報告書、2008年）
- 『欧米諸国の「公務員の政治活動の自由」』（日本評論社、2011年）
- 『時代を刻んだ憲法判例』（尚学社、2012年）
- 『新・スタンダード憲法（第4版）』（15章）（尚学社、2013年）

## 門下生
- 高木康一（中央学院大学准教授、博士（法学））

| スタブアイコン | サブスタブ | この項目は、まだ閲覧者の調べものの参照としては役立たない、人物に関連した書きかけの項目です。この項目を加筆・訂正などしてくださる協力者を求めています（P:人物伝/PJ:人物伝）。 |